# Limbury
Limbury est une ancienne paroisse civile du Bedfordshire, en Angleterre. Ce village, situé au nord-ouest de la ville de Luton, a été rattrapé par l'expansion urbaine et annexé à Luton en 1928. Il forme aujourd'hui un district électoral. La zone est approximativement délimitée par Bramingham Road au nord, Marsh Road au sud, Bramingham Road à l'ouest et Catsbrook Road, Runfold Avenue, Grosvenor Road, Bancroft Road et Blundell Road à l'est.

## Étymologie
Un endroit appelé Lygeanburgh près de Waulud's Bank (qui se trouve à proximité de Leagrave) est l'une des quatre colonies mentionnées dans la Chronique anglo-saxonne capturée par Cuthwulf (prince de Wessex) en 571. Lygeanburgh et Limbury sont presque certainement le même endroit, mais jusqu'à présent, aucune preuve de fouille ne permet de les relier directement. Lygeanburgh désignait une place fortifiée sur la rivière Lea.

## Histoire
Au XIIIe siècle, Limbury se trouve dans le Hundred de Flitt, qui est sous le contrôle du manoir de Luton. 
Des maisons entourées de douves existent encore dans les environs de Limbury au début du 20e siècle. La Moat House (qui se trouvait à l'origine juste à l'extérieur de Limbury et qui fait maintenant partie de la banlieue voisine de Saints) est la seule restante et est désormais un restaurant. Il est réputé être le plus ancien bâtiment laïc du sud du Bedfordshire. En 2007, le toit de la Moat House est refait,.
Avec l'augmentation du nombre de travailleurs, une nouvelle église baptiste est construite en 1906. Elle est construite par Arthur Cole.
En 1921, la paroisse comptait 1 534 habitants. Le 1er octobre 1928, la paroisse civile est supprimée, la zone urbanisée étant annexée à Luton, et la partie restante étant divisée en trois parties entre les paroisses de Stopsley, Streatley et Sundon.

## Zone locale
Il y a de grands espaces ouverts à Limbury qui suivent le cours de la rivière Lea.